# Giuseppe Busso

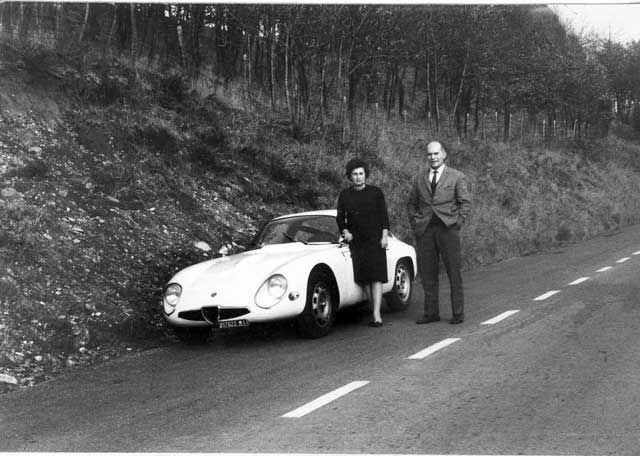
Giuseppe Busso vor einem Alfa Romeo TZ, 1960

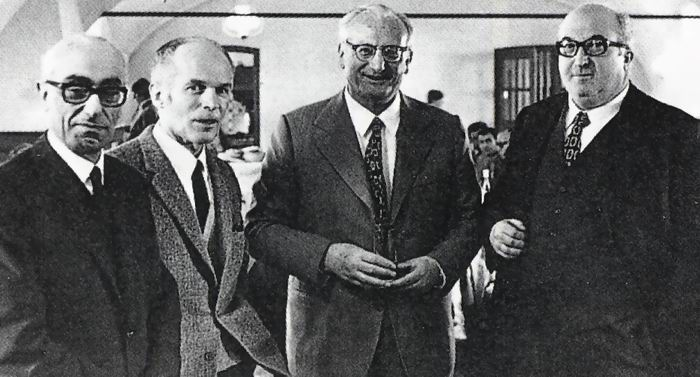
Orazio Satta Puliga, Giuseppe Busso, Giuseppe Luraghi und Carlo Chiti (v. l. n. r.)

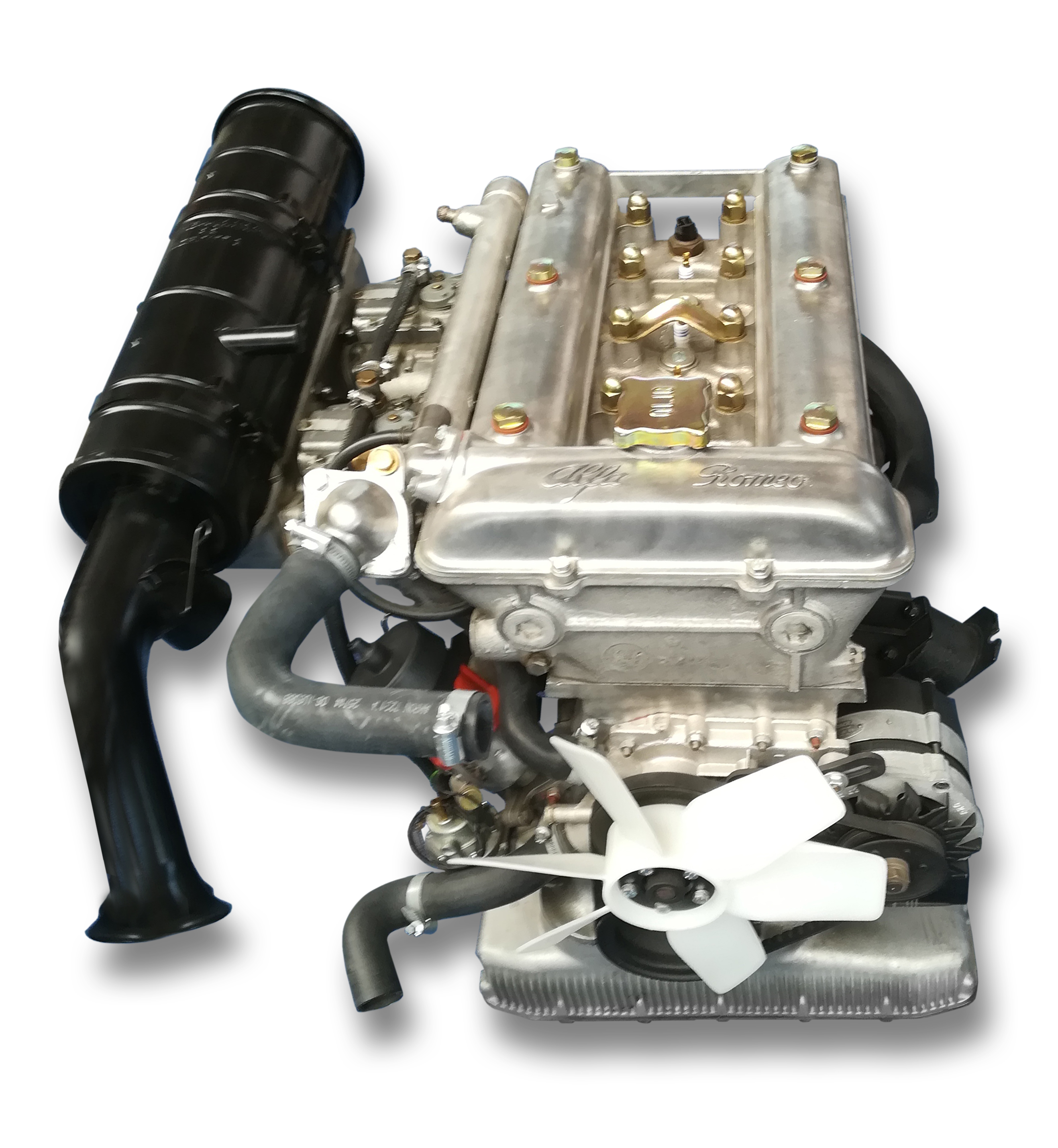
Vierzylinder-Reihenmotor, 1,6 l, 8V DOHC („Bialbero“)

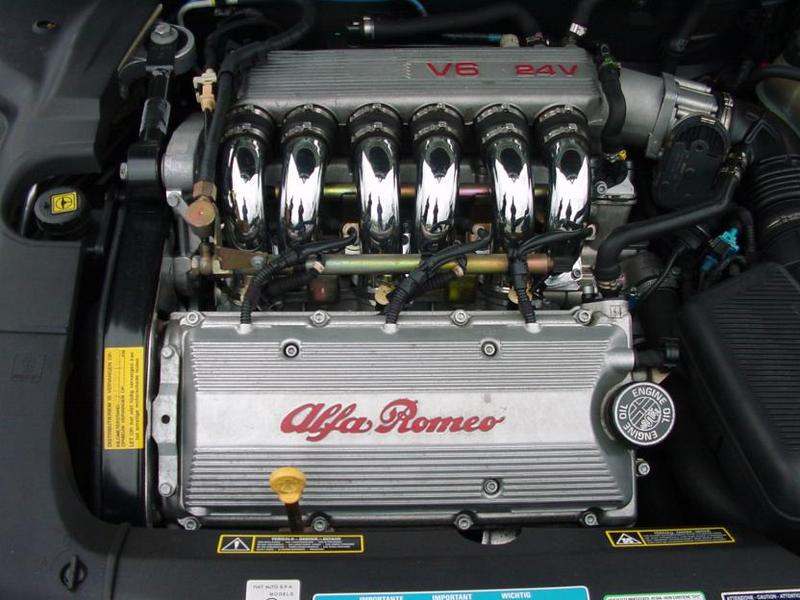
3,0-l-V6, 24V, quer eingebaut

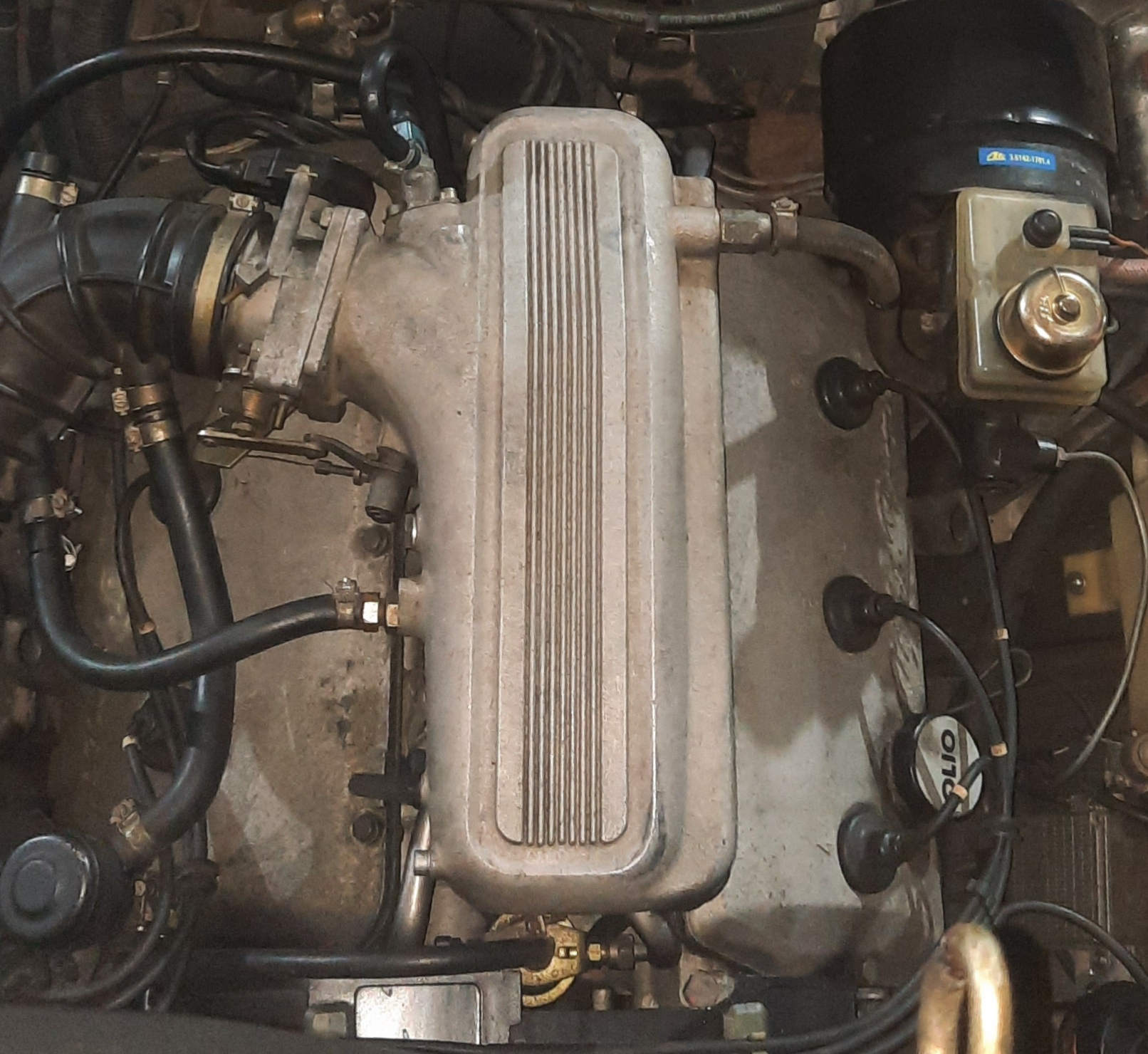
2,5-l-V6, 12V, längs eingebaut

Giuseppe Busso (* 27. April 1913 in Turin; † 3. Januar 2006 in Arese) war ein italienischer Motoreningenieur bei Fiat, Alfa Romeo und Ferrari.

## Ausbildung, erste berufliche Stationen
Giuseppe Busso studierte in Turin an der Polytechnischen Universität und begann seine Karriere 1937 bei Fiat in der Abteilung für Flugmotoren, später in der Abteilung für Experimental-Lokomotiven. Im Januar 1939 wurde er von Wifredo Ricart bei Alfa Romeo angestellt. Ursprünglich sollte er unter Orazio Satta Puliga Rennwagenmotoren entwickeln, doch der Zweite Weltkrieg änderte die Pläne. Busso wurde kurzfristig versetzt und arbeitete an dem 28-Zylinder-Flugmotor Tipo 1101. Nach dem Krieg war die frühere Arbeitsstelle Bussos bei Alfa Romeo an Gioacchino Colombo übergeben worden. Colombo arbeitete parallel auch (unerlaubt) bei Ferrari. Auf Anraten Colombos stellte Enzo Ferrari Busso ab 1946 als technischen Direktor in Maranello ein. Ein wichtiges Projekt war dort die Entwicklung des 1,5-Liter-V12 für den Ferrari 125 S. Als Alfa Romeo von dem Ferrari-Nebenjob Colombos Kenntnis bekam, wurde er entlassen, und Busso ging 1948 zurück zu Alfa Romeo.

## Bussos Alfa Romeo-Modelle
Alfa Romeo wandelte sich ab 1950 vom Kleinserien-Luxussportwagenhersteller zum Massenhersteller. Busso war unter Orazio Satta Puliga für die gesamte Technik von Alfa Romeo zuständig. Puliga und Busso waren Freunde und ein perfektes Team, beide hatten einen fundierten Flugzeugtechnik-Hintergrund, was einen großen Einfluss auf die kommenden Alfa-Romeo-Modelle hatte.
In seiner 30-jährigen Karriere bei Alfa Romeo entwarf Giuseppe Busso die Technik der erfolgreichen Baureihen 1900, 101 (Giulietta/Giulia), 105/115 (Giulia-Modelle), 116 (Alfetta/Giulietta) und 119 (Alfa 6). Auch in folgenden Alfa-Romeo-Modellen wurde die Technik in modifizierter Form übernommen.

## Bussos legendäre Motoren bei Alfa Romeo
Bussos erste große Entwicklung war der Vierzylinder-Reihenmotor des ab 1950 gebauten Alfa Romeo 1900. Der Motor verfügte über zwei obenliegende Nockenwellen (DOHC) und einen Aluminium-Motorblock mit Aluminium-Zylinderkopf. Dieser Motor war die konstruktive Basis der Bialbero-Legende. In modernisierter Form wurde der Motor in verschiedenen Varianten ab 1954 beginnend mit der 1300er-Giulietta in der Alfetta-, Giulietta- und Giulia-Serie bis 1993 eingesetzt. Die letzte Entwicklungsstufe des Motors war der Twinspark-Achtventiler-Motor im Alfa Romeo 75, Alfa Romeo 164 und letztmals im Alfa 155 bis 1996. Damit war Bussos sportlicher Vierzylinder über 40 Jahre in Produktion.
Die nächste, wohl bekannteste Konstruktion war der V6 „Busso“- oder „Arese“- Motor, erstmals 1979 im Alfa 6 mit 2,5 Liter Hubraum und 158 PS. Block und Zylinderkopf des Motors waren aus Aluminium, die Zylinderbänke in einer 60°-Anordnung. Die Kolben liefen in kühlwasserumspülten („nassen“) Laufbuchsen. Je eine Nockenwelle pro Zylinderbank betätigte die Ventile, später waren es zwei Nockenwellen pro Seite. Auch dieser Motor wurde über 27 Jahre stetig modernisiert, hubraumerweitert und in verschiedene Alfa-Romeo-Modelle (Alfa Romeo GTV 6, Alfa Romeo 75, Alfa Romeo 164, Alfa Romeo 166, Alfa Romeo Spider/GTV Serie 916) eingebaut. Letztmals gab es den Busso-V6 in der leistungsstärksten Ausbaustufe (3,2L/24-Ventiler, 240 PS) bis Ende 2005 in den Alfa Romeo Spider/GTV (Serie 916), 166 (Serie 936) und GT (Serie 937) bzw. (mit 250 PS) in den GTA-Modellen von Alfa Romeo 156 und Alfa Romeo 147. Die moderne Konstruktion, die ästhetische Form, der seidenweiche, drehzahlfreudige Lauf, aber vor allem der kernige, sportliche Klang machten Bussos V6 beispiellos unter den Sportwagen. Wegen des sonoren Klangs in den verschiedenen Drehzahlbereichen wurde der Motor auch die „Violine von Arese“ genannt.
1973 wurde Busso Co-Generaldirektor bei Alfa Romeo, und 1977 ging er in den Ruhestand. Er starb im Januar 2006 mit 92 Jahren in Arese, nur wenige Tage nachdem die Herstellung seines legendären V6-Motors eingestellt worden war. Langjähriger Assistent von Busso war der deutsche Ingenieur Erwin Landsberg.